# BMW S68
Der BMW S68 ist ein aufgeladener V8-Ottomotor von BMW. Er wurde erstmals im 2022 überarbeiteten BMW X7 als M60i eingesetzt. Wenige Wochen nach dessen Vorstellung zeigte BMW eine Studie des BMW XM, wo er zusammen mit einem Elektromotor arbeitet. Darüber hinaus wird die Basisversion auch im BMW 760i für den US-Markt eingesetzt.

## Konzeption
Der Zylinderbankwinkel des S68 beträgt 90°; er hat 88,3 mm Hub und denselben Hubraum wie der Vorgänger, das Verdichtungsverhältnis von 10,5:1 entspricht aber den höher verdichteten Vorgängervarianten. Er hat einen Turbolader je Zylinderbank, beide Lader sind in der Mitte der Zylinderbänke platziert; es gibt nur einen einzigen Auspuffkrümmer. Das Motoröl wird über einem außenliegenden Kühler gekühlt, dabei wird für den Ölkreislauf eine neu entwickelte Ölpumpe eingesetzt. Der Motor gilt als Neukonstruktion: Als 48-Volt-Mild-Hybrid-System hat er einen 9 kW starken Elektromotor mit einem Drehmoment von 200 Nm; dieser ist anders als bei den bisherigen Mild-Hybridsystemen von BMW im Getriebe eingebaut. Der Elektromotor wird auch für Warmstarts benutzt; die 48-Volt-Batterie hat eine Kapazität von 20 Ah. Für Kaltstarts wird ein 12-V-Starter eingesetzt; die dazu nötige Batterie hat eine Kapazität von 90 Ah. Auch die variable Nockenwellensteuerung (VANOS) erfolgt nun elektrisch und nicht mehr hydraulisch. Der S68 erfüllt aktuell die Abgasnorm Euro 6d, soll aber auch das Erreichen der strengeren Norm Euro 7, die ab 2025 geplant ist, ermöglichen.
In der XM-Studie, in der ein Elektromotor mit einem Drehmoment von 450 Nm dazu kommt, wurde für den V8 eine Höchstdrehzahl von 7200/min berichtet.

## Technische Daten
| Motortyp | Verdichtung | Leistung (kW) bei 1/min | Drehmoment (N·m) bei 1/min | Fahrzeug   |
| -------- | ----------- | ----------------------- | -------------------------- | ---------- |
| S68      | 10,5:1      | 390 bei 5500–6000       | 750 bei 1800–4600          | X7 M60i    |
| S68      |             | 457 bei 5500–6500       | 800 bei 1800–5600          | Alpina XB7 |
| S68      | 10,5:1      | 360 bei 5400–7200       | 650 bei 1600–5000          | XM         |
| S68      | 10,5:1      | 400 bei 5500            | 750 bei 1800–5000          | 760i       |